# ポケットじまん
『ポケットじまん』は2000年に発売されたPlayStation用ゲームソフト。『RPGツクール』シリーズのように、プレイヤー自らPocketStation用のゲームを制作できるゲームである。

## 概要
制作できるゲームは二種類で、ダンジョンRPGとアドベンチャーゲーム。両方を組み合わせることも可能で、それにオープニングとエンディングを追加してひとつのゲームとする。モンスターグラフィックなどはドット打ちが可能でカスタマイズ性に富んでいるが、システム自体はダンジョンの構造を選択して選んでいくだけで、また容量制限も厳しいため、ゲーム自体は小規模なものにならざるを得ないため、大作を作ろうとすると複数データをつくった３部作などにしたり、ダンジョン内の選択肢やギミック、アイテムによる誘導などを凝るほか方法がない。（プレイ時間は引き伸ばしても1時間程度がやっとだろう）。
制作したゲームはPocketStationにダウンロードし、プレイすることが可能。また赤外線通信で他のPocketStationに送信することも出来る。また、おまけツールとして、お互いのPocketStationで絵や文字をやり取りできる『Pocketチャット』機能が搭載されている。

## 特徴
前述の通りゲームを自作するのが目的であるが、一風変わった雰囲気を持っているのがこのゲームの特徴である。
パッケージの変なジャケット（白人男性が巨大なPocketStation（画面にはソフトクリーム）を抱えて叫んでいる写真）や、謎のキャラクターが珍妙なノリのダンスを踊るオープニング画面からして異様なムードをかもし出している。付属されているリファレンスマニュアルにはゲーム内容と直接関係が無い用語集が載っている（引用例：『埋め草』→「ここのように、スペースが余ってしまったところを埋めるための記事や原稿のこと。新人記者は埋め草ばかり書くことになるが、後に名を残すと語り草になる。ちなみに春の七草は、せり、なずな、ごぎょう、はこべ、ほとけのざ、すずな、すずしろ。全部食べられる。」など）。
ゲームを作る時も『RPGツクール』のように最初からプレイヤーに全権が委ねられているわけではなく、ゲーム自体をある程度やりこむことによって、プレイヤー自身の自由度が上昇するというシステムを採用している。例えばRPGを作ろうとした場合、主人公の職業をプレイヤーが設定できるようになっているが、初期状態では全部で9種類の職業のうち3種類からしか選べない。ゲームのやりこみ度によって徐々に選択できる職業が増えていくようになっている。その職業も西洋風の「戦士」から「侍」、果ては「エスパー」や「超人」といった特異なものまで登場する。
また、30本を越える多数のサンプルゲームが収録されており、自分でゲームを作らずにそれらだけで楽しむこともできる。中にはネタ的なゲームも多く、最初の選択肢を誤っただけで即ゲームオーバーという刹那的なものも存在する。それらのゲームは真剣にプレイするのではなく、単なるギャグや一発ネタとして楽しむ方が賢明である。ネタの内容も非常にナンセンスだったり不条理であったりするので、そういったサンプルゲームはコンパクトなバカゲーであると言える。